# Filip Ćustić
Filip Ćustić Braut (ur. 31 marca 1993) – hiszpańsko-chorwacki artysta mieszkający w Madrycie w Hiszpanii, jego twórczość łączy fotografię, performance, rzeźbiarstwo i sztuki wideo. Urodził się w Santa Cruz de Tenerife w chorwackiej rodzinie z wioski Kornić, która uciekła do Hiszpanii podczas chorwackiej wojny o niepodległość.

## Życiorys
Filip Ćustić jest artystą multidyscyplinarnym, jego prace były wystawiane w Hiszpanii w takich miejscach jak La Térmica w Maladze i La Fundación César Manrique na Lanzarote, a także na arenach międzynarodowych, takich jak Museum der bildenden Künste w Lipsku i w Manchesterze. Ćustić uczestniczył także w wielu projektach kulturalnych w świecie sztuki. W styczniu 2018 brał udział w drugiej edycji Inspíreme, która odbyła się w Espacio Cultural CajaCanarias na Teneryfie. Na początku 2019 roku został wybrany jako jeden z artystów, który będzie częścią londyńskiego projektu artystycznego Selfridges The New Order, który rozpoczął się we wrześniu 2019 roku. W maju 2019 r. Wygłosił przemówienie inauguracyjne podczas V edycji Design Fest, zorganizowanej przez IED Madrid. W lipcu 2019 był członkiem jury podczas Versiona Thyssen 2019, organizowanego przez Muzeum Thyssen-Bornemisza w Madrycie. Oprócz tego Ćustić pracował też jako artysta i fotograf dla Opening Ceremony, Vogue, Fucking Young!, GQ UK, Esquire, Visionare, Palomo Spain i innych. Współpracował z piosenkarką i autorką tekstów Rosalíą przy jej drugim studyjnym albumie z 2018 roku El mal querer.